# Psykograf
Psykograf (från grekiska) är ett arrangemang som i spiritistiska och ockulta kretsar används för att ta emot skriftliga meddelanden från andar.
Ett populärt exempel på psykograf är det vandrande glaset. Man skriver alfabetets bokstäver i en cirkel på en skiva av papp och sätter ett glas med botten upp på skivan, varpå deltagarna i seansen håller sina fingertoppar över glasets botten. Glaset börjar då röra sig från bokstav till bokstav, så ett ord bildas. Gemensam självsuggestion spelar huvudrollen i sådana skeenden. 